# 防府郵便局
防府郵便局（ほうふゆうびんきょく）は、山口県防府市にある、郵便局である。民営化前の分類では集配普通郵便局であった。

## 概要
住所：〒747-8799 山口県防府市佐波2-11-1

## 沿革
- 1872年1月14日（明治4年12月5日） - 三田尻（みたじり）郵便取扱所として開局[1]。
- 1873年（明治6年） - 三田尻郵便役所となる。
- 1875年（明治8年）1月1日 - 三田尻郵便局（四等）となる。
- 1885年（明治18年）5月25日 - 貯金取扱を開始。
- 1890年（明治23年）8月1日 - 為替取扱を開始。
- 1892年（明治25年）3月1日 - 三田尻郵便電信局となる。
- 1903年（明治36年）4月1日 - 通信官署官制の施行に伴い三田尻郵便局となる。
- 1904年（明治37年）12月25日 - 防府郵便局に改称。
- 1963年（昭和38年）3月 - 局舎新築落成。
- 1984年（昭和59年）3月26日 - 防府市車塚町から、同市佐波二丁目に局舎を新築、移転する[2] とともに、和文電報受付および電話通話事務の取扱を開始[3]。
- 1997年（平成9年）6月23日 - 外国通貨の両替および旅行小切手の売買に関する業務取扱を開始。
- 2006年（平成18年）9月11日 - 奈美郵便局（〒747-0199→〒747-0106）、富海郵便局（〒747-1199→〒747-1111）、大道郵便局（〒747-1299→〒747-1232）から集配業務を移管[4]。
- 2007年（平成19年）10月1日 - 民営化に伴い、併設された郵便事業防府支店、かんぽ生命保険防府支店に一部業務を移管。
- 2012年（平成24年）4月1日 - かんぽ生命保険防府支店をかんぽ生命保険山口支店に改称[5]。
- 2012年（平成24年）10月1日 - 日本郵便株式会社発足に伴い、郵便事業防府支店を防府郵便局に統合。
- 2017年（平成29年）2月20日 - かんぽ生命保険山口支店が山口市小郡緑町4-12に移転[6]。

## 取扱内容

### 防府郵便局
- 郵便、印紙、ゆうパック、内容証明
- 貯金、為替、振替、振込、国際送金、外貨両替・トラベラーズチェック、国債、投資信託
- 生命保険、バイク自賠責保険、自動車保険、がん保険、引受条件緩和型医療保険
- ゆうちょ銀行ATM
- 防府市内全域および山口市内の一部地域（〒747-00xx、747-08xx、747-85xx、747-86xx、747-87xx、747-01xx、747-11xx、747-12xx）の集配業務
- ゆうゆう窓口

## 周辺
- 防府市消防本部・防府市消防署
- ゆめタウン防府

## アクセス
- JR山陽本線 防府駅（てんじんぐち）から徒歩約10分
- 中国JRバス（防長線）、防長バス 八王子停留所下車
- 山陽自動車道 防府東ICから南へ2km、防府西ICから東へ3.5 km
- 駐車場あり：14台